# Cemitério de Alexander Nevsky
O Cemitério de Alexander Nevsky (em estoniano:  Aleksander Nevski kalmistu) é um cemitério no subdistrito de Juhkentali, em Tallinn, na Estónia; uma parte apostólica do Cemitério Siselinna. O cemitério tem o nome da vizinha Catedral de Alexander Nevsky.
O cemitério foi fundado em 1775.
Todos os líderes ortodoxos locais importantes estão enterrados neste cemitério. Além disso, clérigos inferiores, militares, funcionários civis, etc. também estão enterrados neste cemitério.

## Sepulturas
- Erast Hiatsintov
- Aleksander Pallas
- Jaan Poska[1]
- Igor Severyanin
- Sergei Soldatov
- Roman Steinberg